# Вілізієве коло
Ві́лізієве коло, (або вертебро-базилярне коло) (лат. circulus arteriosus cerebri) — міжсистемний анастомоз в основі головного мозку у вигляді кола, яке утворене 4 парними артеріями: 
- Передня мозкова артерія (лат. a.cerebri anterior),
- Внутрішня сонна артерія (лат. a. carotis interna),
- Задньою сполучною артерією (лат. a.communicans posterior),
- Задньою мозковою артерією (лат. a. cerebri posterior)

і однією непарною:
- Передньою сполучною артерією (лат. a. communicans anterior) [1].

## Опонім
Названо на честь англійського лікаря Томаса Вілліса.